# 유라시아 연방
유라시아 연방(일본어: ユーラシア連邦)은 TV 애니메이션 《기동전사 건담 SEED》 및 《기동전사 건담 SEED DESTINY》에 등장하는 가공의 국가이다.

## 개요
러시아, EU 국가, 서아시아, 흑룡강성 및 홋카이도로 구성된 연방 국가이며, 수도는 브뤼셀이다. 또한 우주요새인 아르테미스를 소유하고 있다. 지구연합 내에서 군사적인 면외에 대서양 연방이나 동아시아 공화국과 마찬가지로 중심적인 발언권을 가지고 있는 국가이다.
의사결정기관은 최고 회의이며, 그 중에서도 유럽 국가들로 구성된 유로 회의가 강한 힘을 가지고 있다.
C.E. 71년 5월에 일어난 "알래스카 방어전"에 대해 불쾌감을 표명하고 대서양 연방과의 관계에 틈이 생기게 된다. 이 때문에 C.E. 71년 말기에는 대전 후에 대서양 연방과의 전쟁에 대비한 부대 편성도 하고 있었지만, 대서양 연방이 뉴트론 재머 캔슬러를 입수(이는 핵무장이 가능하다는 것을 의미)했다는 것을 알고 이를 철회했다. 기술 제공의 대가로 대서양 연방으로부터 모빌 슈트(MS) 등도 공여 받았지만, 대전이 끝난 후에 국내 서쪽(구 EU, 흑해 연안의 여러 도시들)과 동쪽(동유럽 및 독립국가연합) 사이에 여론의 상당한 온도차가 생겨 대서양 연방에 의존하는 정부에 대해 국민들의 반발이 강해져 내전과 독립 운동이 잇따랐다. 이러한 반란에 대해서는 극비리에 팬텀 페인에 의한 진압 활동도 행해지고 있었다. C.E. 73년에 들어서자 쇠락했고, 유라시아 연방의 연합 내 영향력은 떨어졌다. C.E. 73년의 대전에서는 디오키아(흑해 연안)와 같이 자프트에 구원을 요청해 거점이 된 도시들도 나타나기 시작했고, 그러한 도시 중 하나인 베를린은 연합의 탈퇴와 자프트의 주둔을 이유로 로고스에 의해 궤멸 상태에 몰리게 되었다.

## 같이 보기
- 기동전사 건담 SEED

### 주해
1. ↑  유라시아 함대를 희생시키는 사이클롭스 작동에 의한 알래스카 기지의 폭파에 반대한 사람은 본편에서 확인되지 않았지만, X ASTRAY에서는 일부 군 관계자가 이반하는 등 혼란이 빚어지고 있다.